# Brøstadbotn
Brøstadbotn er en bebyggelse/by der er administrationsby i Dyrøy kommune i Troms og Finnmark fylke i Norge. Stedet ligger ved Dyrøysundet, ca. 20 km sydvest for Sørreisa. Selv om Brøstadbotn har mere end 500 indbyggere, er bebyggelsen for spredt til at bygden kommer ind under Statistisk sentralbyrås definition af byer. I modsætning til resten af kommunen, hvor det er stærk nedgang, har folketallet holdt sig relativt stabilt i Brøstadbotn.

## Lokalsamfundet
Stedet har blandt andet bank, bilværksted, byggevarefirma, træningsstudio og dagligvareforretninger. I Brøstadbotn ligger dessuten Brøstad kirke fra 1937, Elvetun skole og Dyrøyhallen.
Brøstadbotn Idrettslag er særlig kendt for sit tophold i volleyball for mænd.
Ud over Dyrøy kommune er der arbejdspladser på en elektronikfabrik og en virksomhed i fødevareindustrien.

## Trafik
Østover har Brøstadbotn vejforbindelse til Sørreisa, og videre til Finnsnes/Bardufoss, enten via Espenes (Fv 211) eller via Skøelvdalen (Fylkesvei 84). Mod syd går Fylkesvei 84 mod Sjøvegan, mens Fv 211 fortsetter langs Dyrøysundet til Kastneshamn og Faksfjorden. Fylkesvei 84, som passerer ved Evertmoen, sydøst for selve Brøstadbotn, er knyttet til centrum med den 3,6 km lange fylkesvei 852. Fra Finnlandsneset nordvest for Brøstadbotn er det også broforbindelse (Fv 212) til Dyrøya.
Bygden har hurtigbådsforbindelse til Harstad og Tromsø.
Brøstad grænser i nord og nordøst til Moen, i sydøst til Bjørkebakk, og i sydvest til Hundstrand. Over sundet, på Dyrøya, ligger Espejord.